# Cedar Creek and Belle Grove National Historical Park
Le Cedar Creek and Belle Grove National Historical Park est une aire protégée américaine dans les comtés de Frederick, Shenandoah et Warren, en Virginie. Créé le 19 décembre 2002, ce parc historique national occupe un site déjà classé Virginia Historic Landmark depuis le 5 novembre 1968 et par ailleurs inscrit au Registre national des lieux historiques et classé National Historic Landmark depuis le 11 août 1969.